# Jesus Divino Mestre na Pineta Sacchetti (título cardinalício)
Jesus Divino Mestre na Pineta Sacchetti (em latim: Sancti Frumentii ad Prata Fiscalia) é um título cardinalício que foi instituído pelo Papa Paulo VI em 29 de abril de 1969. Sua sede se encontra no quartiere Trionfale, em Roma, na igreja Gesù Divino Maestro.

## Titulares
- John Joseph Wright (1969-1979)
- sede vacante (1979-1983)
- Thomas Stafford Williams (1983-2023)
- Roberto Repole (2024-)